# Orthosia ussurica
Orthosia ussurica is een vlinder uit de familie van de uilen (Noctuidae). De wetenschappelijke naam van de soort is voor het eerst geldig gepubliceerd in 1988 door Kononenko.